# Burg Esch
Die Burg Esch ist eine Burg im französischen Département Moselle. Sie gehört zur Gemeinde Schwerdorff.
Das erste Schloss zur Burg Esch wurde zu Ende des 13. Jahrhunderts vom Ritter Hesso von Esch erbaut. Das heutige Schloss wurde zwischen 1774 und 1779 von Jean-Charles Adam, marquis de Villers (1732–1808), errichtet.

## Geschichte

### Mittelalter, die Herren von Esch
Die Ursprünge der Familie der Ritter von Esch sind nicht eindeutig belegt. Sie könnte von einem deutschen Zweig aus Trier, aus dem luxemburgischen Esch-Sauer (Esch-sur-Sûre) oder aus Metz stammen.
Urkundlich erscheint nach J. Siebmacher zuerst im Jahr 1346 Hesso von Esch und 1353 (wahrscheinlich derselbe) Hesso von Esch; 1383, 1387, 1392 Ensfried von Esch; 1383 Bertram von Esch, Abt zu Mettlach; 1385 war Ensfried von Esch Vasall des Grafen von Nassau-Saarbrücken. Sein Sohn Gerhard wurde im Jahr 1430 belehnt mit Gütern zu Rimersweiler, Exweiler, Friemersdorf etc. Wahrscheinlich dessen Bruder war Johann Edelknecht von Esch, Vasall von Nassau-Saarbrücken.
Dessen Sohn Hesso wurde belehnt mit Rimersweiler und Exweiler 1430.
Des Letzteren Sohn Jacob wurde 1473 belehnt mit Mechern, Friemersdorf, der Mühle Merzig und Gütern zu Rimersweiler und Exweiler. Sein Sohn Wilhelm belehnt 1490 wie sein Vater. Er war der Letzte männliche Sprosse und hatte nur eine Tochter Margaretha, 1512 vermählt mit Caspar von Kerpen, welcher mit einem Teil von Esch belehnt wurde.

#### Stammbaum der Ritter von Esch
- Hesso von Esch (erwähnt 1280)
  - Ensfried von Esch (erwähnt 1325)
    - Hesso von Esch (erwähnt 1353) x Poincetta von Hoheneck
      - Ensfried von Esch († 1392) x Margarethe von Weiskirchen
        - Johann von Esch († 1417) x Lise von Dürckheim
          - Hesso von Esch († 1450) x N. von Rollingen
            - Jakob von Esch († 1486) x Irmgard N.
              - Wilhelm von Esch († 1508) x Philippa Vogt von Hunolstein
                - Margaretha Katharina von Esch x Caspar von Kerpen

#### Heraldik
Das Wappen dieser Familie von Esch war ein roter Schild, darin 2 silberne Balken, der obere mit 3, der untere mit 2 schwarzen Kugeln belegt. Auf dem Helme 2 Büffelhörner wie der Schild gezeichnet.
Hesso von Esch siegelt 1430–38 mit einem Häuschen zwischen den Hörnern des Helmes, welche Abweichung ein Grabstein der Familie zu St. Arnual bei Saarbrücken bestätigt.

#### Von Esch genannt Siersberg
Die Stammhäuser dieses ebenfalls Lothringischen Geschlechts waren Burg Esch bei Busendorf und Burg Siersberg, östlich von Saarlouis. Urkundlich erscheint nur 1405 ein Ysenbardas von Esche als lothringischer Burggraf zu Siersberg. Aus einer Türkheim’schen Stammtafel ersehen wir auch das Wappen der Familie, speziell eines N. von Esch gen. Siersberg, welcher aus seiner Ehe mit N. von Wittringen eine Tochter Elisabeth (vermählt an Joh. Sachs von Wedesheim) hatte. Hiernach war das Wappen ein blauer Schild, darin zwischen den oberen Enden zweier aufgerichteter goldener Streitkolben, ein goldener Stern. Aus dem Helme wächst ein grüner Eschenbaum. Decken: Blaugolden.

### Herren von Kerpen, Soetern und Kronenberg
Im 16. Jahrhundert kam die Herrschaft Esch (Burg-, Ober-, Mittel- und Dorf-Esch) an die von Cronberg. Ulrich von Cronberg († 1611) verkaufte diese an seine Schwester Anna, vermählt mit Hans von Kerpen (ein Großneffe des Kaspar von Kerpen der mit Margaretha von Esch verheiratet war).

### Zersplitterung des Guts während des Dreißigjährigen Kriegs
Am 18. Februar 1615 verkaufte Hans von Kerpen sein Eigentum, und in kurzer Zeit gab es vier verschiedene Besitzer. Zuerst kaufte Didier de Marimont, ein lothringischer Edelmann, das Schloss Bourg-Esch, das er jedoch nur für drei Monate behielt. Am 12. Mai 1615 kaufte Wilhelm Marzloff von Braubach (Guillaume Marzloff de Braubach) das Schloss. Gegen Ende seines Lebens war Wilhelm von Schulden überhäuft und verkaufte das Anwesen in zwei Teilen: einen Teil an Charles Emmerich de Berncastel und den anderen an Peter von Haën (Pierre de Haen).
Charles Emmerich de Berncastel verstarb etwa 1627–1628 und hinterließ Schulden bei seiner Frau Catherine. Sie verkaufte das Anwesen Stück für Stück, darunter die Hälfte des Schlosses an Peter von Haën. Im Jahr 1630 heiratete sie Claude de Leiningen. Nach Problemen bei der Übertragung des Eigentums wurden die restlichen Besitztümer 1671 versteigert, und Lothar von Haën (Lothaire de Haen), der Sohn von Peter von Haën, erwarb sie.

### Herren von Haen und Villers

#### Das Geschlecht von Haën
Dies edle Geschlecht Haën aus dem urkundlich schon im Jahr 1376 Emich vom Hane (de indagine) Wepeling (armiger) und Peter vom Hane 1441 mit dem unten beschriebenen Wappen im Luxemburgischen erscheinen, besaß längere Zeit Schloss und Herrschaft Burg-Esch bei Saarlouis.

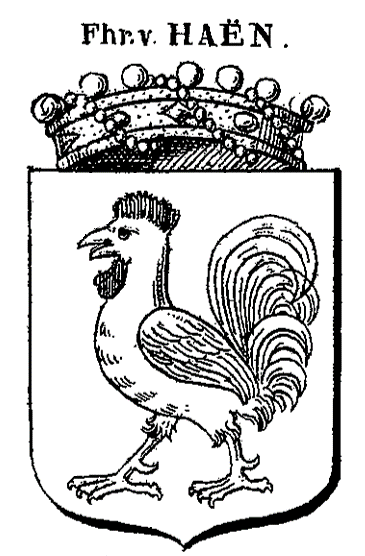
Wappen der Freiherren von Haen

Die fortlaufende Stammreihe beginnt mit Jacob von Haën und der Catherine de Gubernay. Sohn: Friedrich von Haën († 1571), vermählt mit Christine von Manderscheid. Deren Sohn Peter setzte allein den Stamm fort, erwarb im Jahr 1620 die Herrschaften Burg-Esch und Schwerdorf (Im Jahr 1629 erwirbt er die verbleibenden Güter der Witwe von Charles Emmerich de Berncastel) und starb 1636. Sein Sohn Lothar von Haën, Herr zu Burgesch und Schwerdorf († 1691) wurde in des heiligen Römischen Reiches Ritterstand und später in den Freiherrnstand erhoben. Er hinterließ 4 Söhne. Lothar erbte Schwerdorff, und sein Bruder Philippe erbte Burg Esch. Letzterer stirbt jung, und somit geht Bourg Esch an Lothar zurück.
Der Dreißigjährige Krieg hinterlässt verheerende Spuren; die alten Dörfer Esch und Mittelesch werden 1635 zerstört (siehe Schlacht von Wallerfangen). Lothar lässt das Schloss wiederaufbauen. Im Jahr 1671 kauft Lothar den restlichen Besitz von der Witwe Manheulle. Zu dieser Zeit ist Lothringen, und somit auch Schwerdorff, von Frankreich besetzt. Lothar legt dem französischen König Ludwig XIV. Rechenschaft ab. Lothar stirbt 1691 und wird zusammen mit seinen beiden Ehefrauen im Chor der Kirche von Schwerdorff beigesetzt.
Der älteste Sohn Philipp Franz Freiherr von Haën (Philippe François de Haen), Herr zu Burg-Esch, Zeiringen, Bettingen, Nittel und Merchingen, Königlicher spanischer Hauptmann († 1723) erbt den Besitz von Burg Esch, erwirbt den Titel eines Barons und erweitert seinen Besitz erheblich. Er stirbt 1723 und wird ebenfalls in der Kirche beigesetzt. Mit seiner zweiten Frau werden Lothaire Ignace, Geoffroy, Barbe Marie, Catherine Francine Beatrix und Anne Marguerite geboren. Der ältere Sohn Lothar Ignaz Freiherr von Haën, Erbherr der väterlichen Güter und Herr zu Busendorf, Bertringen und Bübingen (Nach dem Tod von Philippe François erbt Lothaire Ignace Bourg-Esch, Helten, Zeurange, Nittel, Renten auf Bouzonville und die Hälfte eines Bauernhofs in Hemmersdorff), starb als Hauptmann der Wallonischen Garde des Königs von Spanien ohne Kinder am 20. April 1759. Der jüngere Gottfried Freiherr von Haën, Oberst in spanischen Diensten, erbte Betting, Gongelfang, Niedaltdorff, Dierstroff, Merchingen und Bitzingen und verstarb unbeerbt (da sein Sohn vor ihm starb) zu Diedenhofen. Die jüngste Schwester dieser beiden, Katharina, heiratete im Jahr 1726 den Marquis Johann Carl de Villers und brachte ihm Burg-Esch, Zeiringen, Born und Nittel zu. Lothaire Ignace hatte im Jahr 1755 seine Güter in Burg Esch seinen Neffen und Nichten, darunter Jean Charles Adam de Villers, der Sohn von Anne Catherine de Haen und Jean Charles de Villers, hinterlassen.
Der zweite Sohn Lothars, Nicolaus Freiherr von Haën, starb unvermählt in Born.
Der dritte, Johann Joachim Freiherr von Haën, Herr zu Nieder-Altroff und Busendorf, starb ohne Nachkommen.
Der vierte Sohn Joachim Freiherr von Haën, Herr zu Schwerdorf und Püttlingen, hinterließ einen Sohn Anton Lamoral Freiherr von Haën († 1756) und dessen Sohn aus der Ehe mit Maria von Beyer, Anton Moritz Freiherr von Haën, Herr zu Schwerdorf und Püttlingen starb unvermählt im Jahr 1776 als der Letzte seines Geschlechts.
Das Wappen der Familie ist ein goldener Schild, darin ein stehender schwarzer Hahn, mit Freiherrnkrone.

#### Marquis de Villers, Grafen von Grignoncourt
Diese Familie stammt aus dem Herzogtum Burgund, wo sie in der Nähe der Stadt Poligny bedeutenden Grundbesitz hatte und ist angeblich eine jüngere Linie der im 17. Jahrhundert ausgestorbenen von Longeville. Ums Jahr 1200 lebte in Villers-sur-Onne bei Poligny ein Gerhard von Villers genannt von Longeville, welcher als Stammvater gilt.
König Philipp IV von Spanien erhob in der zweiten Hälfte des 17. Jahrhunderts die dem Nicolas de Villers gehörige Herrschaft Grignoncourt zur Grafschaft und erteilte demselben den Titel Marquis, welchen letzteren immer nur der Älteste der Familie führte, während die übrigen Familienmitglieder nur den Titel Grafen und Gräfinnen von Villers führen, welche Berechtigung unter Anerkennung des Grafenstandes der Familie, durch A. C. O. König Friedrich Wilhelms IV vom 8. März 1848 bestätigt wurde. Johann Karl (Jean Charles, Marquis de Villers), ein Nachkomme des Nicolas, vermählte sich am 17. August 1726 mit Catharine Francoise Beatrix Baronesse von Haën, Erbin von Burgesch, Zeiringen, Born und Nittel. Der Besitz der Burg ging damit in die Familie der Marquis de Villers über.

Wappen der Marquis de Villers

Er war Oberstleutnant im französischen Regiment Bussigny und starb am 21. März 1752 auf seinem Schlosse Arrancy bei Longwy.
Außer zwei Töchtern: Anna Maria, vermählte Baronin d'Huart und Jeanne Marie, vermählte de Martiny, hinterließ Johann Karl einen Sohn Johann Karl Adam, welcher die väterlichen Güter erbte und bei der französischen Kavallerie als Oberstleutnant stand. Er war geboren zu Arrancy am 12. Juli 1732 und starb am 13. Februar 1808, aus seiner Ehe (1766) mit Martha Louise von Geisen (Gräfin von Bidburg), Letzten dieses Geschlechts, 3 Söhne hinterlassend.
Jean Charles Adam de Villers lässt um 1774 die alte Burg abreißen und baut das Schloss in seiner heutigen Form.
Jean Charles Adam verlässt Burg Esch im Jahr 1791 in einer unsicheren Zeit. Er steht auf der Liste der Emigranten, und sein Besitz wird an verschiedene lokale Eigentümer verkauft. Am 18. Nivôse im Jahr II (7. Januar 1794), wird ihm erlaubt, nach Frankreich zurückzukehren, und schließlich wird er amnestiert.
Der Älteste Sohn von Jean Charles Adam, Ludwig Jacob Gisbert (Jacques Louis) († 17. Juli 1844) kauft das Schloss und etwa 240 Hektar angrenzendes Land zurück. Von ihm stammt eine rheinische Familie ab, von dessen jüngeren Bruder Camillus Matthias Laurentius († 1841) die Linie in Belgien.

Wappen über dem heutigen Haupteingang der Burg, nebeneinander die Wappen der Marquis de Villers (links) und von Limpach (rechts), vereint vom goldenen Einhorn und goldenen Löwen (siehe Heraldik)

Im Jahr 1802 werden Bourg Esch, Cottendorff und Otzwiller Teil von Schwerdorff im Kanton Rehlingen und später im Kanton Grosshemmersdorff. Im Jahr 1815 werden diese Weiler an Preußen angeschlossen und 1829 an Frankreich zurückgegeben, und sie werden wieder Schwerdorff, im Kanton Bouzonville zugeordnet. Der Marquis de Villers ist nun ein einfacher Bürger.
Der Sohn von Jacques Louis, Ludwig Victor, Marquis von Villers, Graf von Grignoncourt geboren am 30. Juli 1810 trat zuerst in preußischen Zivildienst, wurde Regierungspräsident zu Koblenz und Besitzer von Burgesch (welches bei der Grenzregulierung 1829 an Frankreich zurückfiel, um dann später wieder zu Deutschland zu gehören), Bettingen im Großherzogtum Luxemburg, und in Folge seiner Verheiratung mit Elisabeth Thecla geborene Freiherrin von Salis-Soglie, auch vom Gut Tempelhof zu Hönningen im Kreise Neuwied.
Sein Sohn Antoine bekleidet wichtige Ämter unter der deutschen Verwaltung im Elsass-Lothringen und wird Direktor der Kreise Boulay, Thionville und Metz Campagne. Er überträgt die Bewirtschaftung seines Landes in Bourg Esch einem seiner Pächter. Er stirbt plötzlich im Jahr 1911.
Sein Neffe, Walram, ist das letzte Familienmitglied das das Schloss bewohnt, wird aber bei der Rückkehr von Elsass-Lothringen zu Frankreich im Jahr 1918 nach dem 1. Weltkrieg vertrieben. Sein Besitz wird zum Verkauf gestellt. Viele Bäume werden gefällt, Möbel und Gemälde werden verkauft. Walram lebt ab 1919 in den Niederlanden, wo er 1951 verstirbt.

##### Stammbaum der Marquis de Villers
- Jean Charles de Villers (1690–1752)[4] x Catharine Françoise Beatrix Baronesse de Haën
  - Jean Charles Adam de Villers (1732–1808)[5] x Marthe Louise Guisberte de Geisen
    - Jacques Louis Guisbert de Villers (1764–1844)[6] x Madeleine Walburge de Limpach
      - Ludwig Viktor von Villers (Louis-Victoire de Villers) (1810–1881) x Elisabeth Thekla von Salis-Soglio (1816–1869)
        - Guisbert Ludwig Hans Maria von Villers (1844–1903) x Marie van Nispen tot Sevenaer[7] (1855–1935)
          - Walram von Villers (1883–1951)[8] x Emma von Bennigsen (1905–1980)

        - Anton Ulysses Eugen Maria von Villers (1849–1911) x Bertha Emanuelle Marie de Ligniville

##### Heraldik
Das gräfliche Wappen ist ein gevierteter Schild, mit aufgelegtem Herzschild, in dessen rotem Felde zwischen zwei schmalen silbernen Rechtsschrägbalken drei silberne Sterne stehen. Im 1. blauen Felde des Hauptschildes stehen 3 (2.1) goldene, silbern-bestielte Sensen, die Spitzen der oberen gegeneinander, die der unteren rechtsgekehrt (Wappen der Burgundischen ausgestorbenen Familie Faulquier). II: Hermelinfeld mit rotem Schildeshaupt (Wappen der Grafen Châtaigneraix). III: In Blau ein rotbewehrter und bezungter, goldener Löwe (Wappen der Herzöge von Saulx-Tavannes), IV: in Blau ein gemeines goldenes Kreuz, bewinkelt von 20 aufrechten Schindeln à 5 (2.1.2.). (Wappen der Herzöge von Choiseul)
Auf dem Schilde ruht ein Helm (seitwärtsgekehrt) mit rot-silbernen Decken, gekrönt mit Marquiskrone, darauf ein Knabenrumpf, in rotem Kleid und Mütze und einem Bandelier, welches wie der Herzschild gezeichnet ist. So wird, auch nach Baron d’Huart (publ. de la soc. archéolog. de Luxembourg) das Wappen geführt.
Dagegen weicht das Berndt’sche Rheinische Wappenbuch und nach diesem das gothaische Taschenbuch (Jahrgang 1860) in folgenden Stücken wesentlich von obiger Beschreibung ab.
Hier ist das Kreuz in Feld IV in den unteren Quartieren nur von je 4 (2.2.) Schindeln begleitet. Auf dem Schilde der Marquisenkrone, besetzt mit 3 gekrönten Helmen. Helm II: ist der Stammhelm, wie oben, aber der Rumpf als Mannsrumpf in einem, ganz wie der Mittelschild gezeichneten Kleide. Helm I.: der Löwe aus III. wachsend. Decken: Blaugolden Schildhalter: goldenes Einhorn – goldener Löwe auf silbernem Bande mit der Devise: Accueillance de Villers.

### Nach dem Ersten Weltkrieg
Nachdem Walram von Villers die Burg verlassen musste, kauft Nicolas Kihn das Anwesen und bewirtschaftet es. Sein Sohn verkauft das Schloss.
Seit 1993 ist die Burg im Besitz der Immobiliengesellschaft Société Civile Immobilière de Burg-Esch.

## In den Medien
Rokoko, eine Filmkomödie mit Frank Behnke nach einem Werk von Carlo Goldoni wurde 1996 oder 1997 auf Burg Esch gedreht.

## Trivia
Während der Spanischen Erbfolgekriege in 1705 beherbergte das Schloss John Churchill, den Herzog von Marlborough.
Paul Dupont des Loges nächtigte ebenfalls auf Burg Esch bei einem Besuch der umgebenden Pfarreien.

## Weitere Bezeichnungen
Die Burg wurde unter den Begriffen Burg-Esch (1594) ; Bourguesch (1681) ; Burgesch (1681) ; Bourgesch (1686) erwähnt.